# Promise City
Promise City és una població dels Estats Units a l'estat d'Iowa. Segons el cens del 2000 tenia 105 habitants.

## Demografia
Segons el cens del 2000, Promise City tenia 105 habitants, 50 habitatges, i 29 famílies. La densitat de població era de 213,4 habitants/km².
Dels 50 habitatges en un 24% hi vivien nens de menys de 18 anys, en un 50% hi vivien parelles casades, en un 4% dones solteres, i en un 42% no eren unitats familiars. En el 38% dels habitatges hi vivien persones soles el 22% de les quals corresponia a persones de 65 anys o més que vivien soles. El nombre mitjà de persones vivint en cada habitatge era de 2,1 i el nombre mitjà de persones que vivien en cada família era de 2,69.
Per edats la població es repartia de la següent manera: un 19% tenia menys de 18 anys, un 3,8% entre 18 i 24, un 27,6% entre 25 i 44, un 25,7% de 45 a 60 i un 23,8% 65 anys o més.
L'edat mediana era de 43 anys. Per cada 100 dones de 18 o més anys hi havia 88,9 homes.
La renda mediana per habitatge era de 17.917 $ i la renda mediana per família de 25.000 $. Els homes tenien una renda mediana de 19.000 $ mentre que les dones 18.750 $. La renda per capita de la població era de 10.637 $. Entorn del 23,1% de les famílies i el 19,8% de la població estaven per davall del llindar de pobresa.

## Poblacions més properes
El següent diagrama mostra les poblacions més properes.